# アーリータイムズ

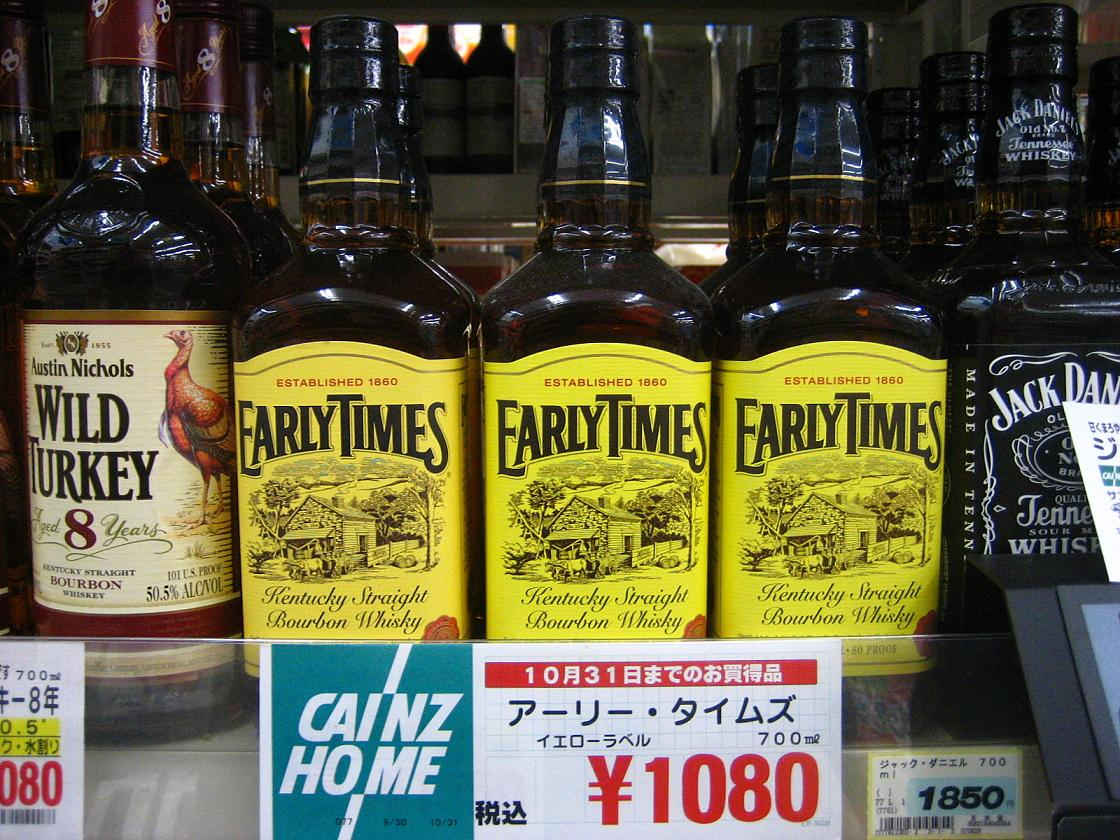
アーリータイムズ イエローラベル

アーリー・タイムズ（英語: Early Times）は、バーボンウイスキーの銘柄である。最初に蒸留製造されたのは、1860年にアーリータイムズ・ステーションと呼ばれる村である。

## 概説
アーリータイムズのブランドは2020年よりサゼラックが所有しており、現在はケンタッキー州バーズタウンにある[バートン1792蒸溜所]で製造されている。
この銘柄は、1920年代を通じて広く知られるようになった。アメリカ合衆国の禁酒法時代の期間、このウイスキーは、「医療用ウイスキー」の表示を行うことで、法律の適用が免除された。
日本ではサントリーアライド（現・サントリー〈二代目〉）が扱っていたが、当時アーリータイムズを保有していたブラウンフォーマンがアサヒビールと国内販売契約を結んだのに伴い、2013年より同社が輸入販売を開始、その後2022年8月末を以ってアサヒビールとの国内販売契約を解消し、同年9月より日本国内でのアーリータイムズの輸入販売権が明治屋へ引き継がれることとなった。

## ラインナップ
- アーリータイムズ ホワイトラベル（40度）AMERICAN BLENDED WHISKEY
- アーリータイムズ ゴールドラベル（40度）BOURBON WHISKEY
- アーリータイムズ イエローラベル（40度）終売品
- アーリータイムズ ブラウンラベル（40度）終売品

ホワイトラベルはバーボン・ウイスキーの定義の一つ新樽を使うことにあてはまらないためラベルは「AMERICAN BLENDED WHISKEY」と表示されている。
- アーリータイムズ ブラインドアーチャー（33度）

　アーリータイムズのウィスキーをベースにしたスピリッツに、青リンゴのフレーバーを添加したフレーバードウィスキー(Flavored Whiskey）。税法上はリキュールに分類される。Blind Archerという名称は、目隠しをして頭上のリンゴを矢で射抜いたウィリアム・テルの伝説にちなんで命名されている。